# Pont de Triel-sur-Seine
Le pont de Triel-sur-Seine est un viaduc routier à double tablier qui se trouve dans le département français des Yvelines, entre Vernouillet et Triel-sur-Seine.

## Historique
Il enjambe la Seine en s'appuyant sur l'île d'Hernière dans la commune de Triel-sur-Seine, immédiatement au sud de l'agglomération formée par cette ville et Vernouillet. Il a été financé par le conseil général des Yvelines pour désenclaver la boucle de Chanteloup sur la rive droite de la Seine et la relier aux grands axes routiers situés sur la rive gauche : autoroute A13 (autoroute de Normandie), autoroute A14.
Inauguré le 11 septembre 2003, c'est le dernier pont sur la Seine construit dans les Yvelines. Il est emprunté par une courte liaison à 2 x 2 voies, la route départementale D1, s'étirant sur environ 3 km entre la RD 154 sur la rive gauche et la RD 190 sur la rive droite. Lors d'un comptage ponctuel effectué en 2006, le trafic moyen journalier hebdomadaire s'élevait à 14 980 véhicules.